# The Brooklyn Beatdown
The Brooklyn Beatdown  war ein Turnier in der E-Sport-Disziplin Street Fighter V, welches am 1. und 2. Oktober 2016 im Rahmen der ESL One New York 2016 im Barclays Center in New York stattfand. Das Preisgeld des Turniers betrug 75.000 US-Dollar.

## Qualifikation
Die ESL veranstaltete im Vorfeld vor dem eigentlichen Turnier vier Online-Turniere, sogenannte Open Cup’s, bei denen sich jeweils die zwei besten Spieler für das Open Cup Finale qualifizieren konnten. Der Gewinner des Finales nahm dann am eigentlichen Turnier in New York teil.

## Preisgeldverteilung
| Platz     | Clan                                                                                               | Preisgeld (in US-Dollar) |
| --------- | -------------------------------------------------------------------------------------------------- | ------------------------ |
| 1.        | Zeng „Xiao Hai“ Zhuojun                                                                            | $30.000                  |
| 2.        | Yusuke „Momochi“ Momochi                                                                           | $10.500                  |
| 3.        | Hajime „Tokido“ Taniguchi                                                                          | $7.500                   |
| 4.        | Tatsuya „Haitani“ Haitani                                                                          | $6.000                   |
| 5. – 6.   | Justin „JWong“ Wong Ai „Fuudo“ Keita                                                               | $3.750                   |
| 7. – 8.   | Thomas „Brolynho“ Proença Jesse „Commander Jesse“ Espinoza                                         | $2.250                   |
| 9. – 12.  | Ricki „Ricki Ortiz“ Ortiz Antwan „Alucard“ Ortiz Du Cong „NuckleDu“ Dang Kenryo „Mago“ Hayashi     | $1.500                   |
| 13. – 16. | Ho „Xian“ Kun Xian Henri „Chi-Rithy“ Oung Gustavo „801 Strider“ Romero Lee „Infiltration“ Seon-woo | $750                     |